# A29 (Portugal)
De A29 of Auto-estrada da Costa da Prata  is een autosnelweg in Portugal die van Albergaria-a-Velha (Angeja)
naar Vila Nova de Gaia (Vilar de Andorinho) loopt. De snelweg is 53 kilometer lang. De snelweg werd aangelegd tussen 2004 en 2009.
A1 · 
A2 · 
A3 · 
A4 · 
A5 · 
A6 · 
A7 · 
A8 · 
A9 · 
A10 · 
A11 · 
A12 · 
A13 ·
A13-1 · 
A14 · 
A15 · 
A16 · 
A17 · 
A18 · 
A19 · 
A20 · 
A21 · 
A22 · 
A23 · 
A24 · 
A25 · 
A26 · 
A27 · 
A28 · 
A29 · 
A30 · 
A31 · 
A32 · 
A33 · 
A34 · 
A35 · 
A36 · 
A37 · 
A38 · 
A39 · 
A40 · 
A41 · 
A42 · 
A43 · 
A44 · 
A47 · 
A48 · 
VRI